# مارسيليوس من بادوا
مارسيليوس من بادوا( حوالي 1275 م - 1342 م ) .

فيلسوف إيطالي .
مارسيليوس من بادوا (تقريبًا 1275 - 1342) كان باحثًا إيطاليًا تدرب في مجال الطب ومارس مجموعة متنوعة من المهن. كما كان شخصية مهمة في سياسة القرن الرابع عشر. تعد أطروحته السياسية ديفنسور باسيس أو حامي السلام من قبل البعض الأطروحة السياسية الأكثر ثورية في العصور الوسطى.
-كان مارسيليوس من بادوا مدرس الفلسفة في جامعة باريس حوالي سنة 1311 م ، الأمر الذي يعني أنه بدأ التدريس في سن مبكّرة جداً . 

وسرعان ما أصبح رئيس الجامعة بعد سنتين . ولعل أهم أعماله كتابه الذي يناقش فيه سلطة البابا الزمنية . وكان ذلك موضوعاً شائكاً طوال سنين عديدة في القرون الوسطى .

وقد جرّ عليه هذا الكتاب عداوة الكنيسة والبابا يوحنا الثاني والعشرين الذي رماه بالحرم الكنسي .